# 佐々木平次郎

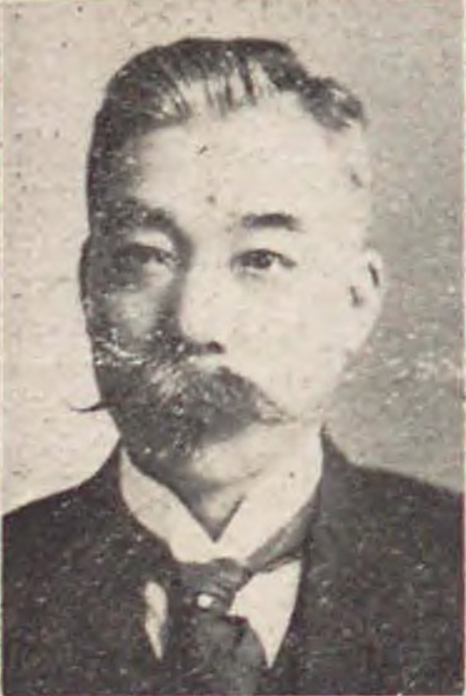
佐々木平次郎

佐々木 平次郎（ささき へいじろう、1873年（明治6年）4月22日 - 1935年（昭和10年）4月21日）は、日本の漁業家、実業家、政治家。衆議院議員。旧姓・北能。

## 経歴
秋田県由利郡、後の金浦町（現:にかほ市）で北能喜吉の二男として生まれる。1895年2月、由利郡塩越村（現:にかほ市）の呉服商・佐々木小治郎の養子となる。1897年にロシア帝国沿海州を視察し、その地の漁業の有望なことを見極め、樺太を含めた同地方での漁業を経営。函館に根拠を置き、倉庫業、船舶業、米穀海産物委託問屋なども営んだ。函館区会議員、函館商業会議所特別議員、樺太建網漁業水産組合組長、露領水産組合評議員、函館慈恵院監事、北日本汽船重役、北海道鉄道重役、樺太漁業社長、佐々木倉庫社長、寿都鉄道社長などを務めた。
1917年4月、第13回衆議院議員総選挙で函館区から出馬して当選し、その後第18回総選挙まで連続6回の当選を果たし、衆議院議員在任中に死去した。
また、日露漁業問題交渉のため、しばしばロシアに代表として派遣された。